# Gare de Libercourt
Gare de Libercourt vasútállomás Franciaországban, Libercourt településen.

## Vasútvonalak
Az állomást az alábbi vasútvonalak érintik:
- Párizs-Lille-vasútvonal

## Kapcsolódó állomások
A vasútállomáshoz az alábbi állomások vannak a legközelebb:
- Gare de Phalempin
- Gare d’Ostricourt
- Gare de Dourges
- Gare de Seclin